# Differenzialschleife
Eine Differenzialschleife ist eine Sonderform der Ruhestromschleife in Alarmanlagen.
Während bei der einfachen Ruhestromschleife nur das Vorhandensein des Ruhestroms überwacht wird, wertet die Differenzialschleife auch die Höhe des Stromes aus. Dies hängt jedoch je nach Baueinheit von der Spannung ab. Der Strom wird im Normalfall durch einen Abschlusswiderstand am Ende der Meldergruppe (-schleife), die Beschaffenheit der Leitung (Länge, Querschnitt, Material) sowie Übergangswiderstände an Anschluss- und (Reihen-)Schaltkontakten bestimmt.
Ändert sich der Wert nach oben oder unten, weil ein Melder anspricht, oder eine Leitung unterbrochen wird, erfolgt die Ausgabe einer entsprechenden Meldung.
Dabei bildet der Widerstand in der leitungsentferntesten Verteilerdose oder im Inneren eines Melders einen der vier Widerstände der Messbrücke. Unter- oder überschreitet die Spannung einen bestimmten Schwellwert, wird dies als Alarm oder Sabotage ausgewertet.
Infolge dieses Verfahrens ist es einem Angreifer nicht ohne Weiteres möglich, die Leitung durch Trennung oder Kurzschluss zu sabotieren, weil ersteres zur Stromunterbrechung und letzteres zu Stromerhöhung führen würde.
Ein weiterer Effekt ist, dass Melder mit Schließerkontakten (NO = normally open) und Melder mit Öffnerkontakten (NC = normally closed) in einer Schleife verwendet werden können. Die Verschaltung der Widerstände und die Auslösekriterien sind vom Hersteller der Zentrale der Einbruchmeldeanlage (EMA) bzw. der Überfallmeldeanlage (ÜMA) und von der Vorgabe der VdS Schadenverhütung GmbH abhängig.